# 杨黄浩
杨黄浩，中华人民共和国教育部长江学者特聘教授，福州大学化学学院教授，主要从事分析化学与生物医学工程研究。

## 社会兼职
- 中国化学会奖励推荐委员会委员
- 英国皇家化学会会士
- 《分析化学》编委